# 山西正則
山西 正則（やまにし まさのり）は、日本の漫画家。
月刊『チャンピオンRED』（秋田書店）にて読み切りを何本か発表した後、同誌で『ライコネンの熱帯魚』を連載。2013年から2018年まで『月刊COMICリュウ』（徳間書店）にて『放課後!ダンジョン高校』を連載。

## 作品

### 連載
- 絶対征服ヤミカミ!（『チャンピオンRED』、2007年9月号 - 2008年2月号、未単行本化）
- ライコネンの熱帯魚（『チャンピオンRED』、2011年2月号 - 2012年3月号、既刊1巻〈秋田書店〉、完全版全2巻〈徳間書店〉）
- 放課後!ダンジョン高校（『月刊COMICリュウ』、2013年3月号 - 2018年11月20日、全11巻）
- 魔導士 LV99 は空気が読めない（『月刊ヤングキングアワーズGH』、2019年6月号 - 2020年8月号、全14話、全2巻）

### 読切
- My friend ブリリん（『チャンピオンRED』、2004年11月号）
- 僕と熊蝉さんの夏（『チャンピオンRED』、2005年9月号）
- UNKNOWN CLASSMATES（『チャンピオンRED』、2005年11月号、12月号、2006年3月号）
- 大ヶ浦高校アンビエンツ（『チャンピオンRED』、2006年7月号、10月号、2007年3月号）
- ちょっと怪しい黒森さん家（『チャンピオンRED』、2008年10月号、2009年2月号、7月号、8月号、12月号）
- 登校最前線（『チャンピオンRED』、2010年3月号）
- 摩央姉ちゃんが来る!!（キミキスTHE ANTHOLOGY)
- のろいのメガネ（『月刊COMICリュウ』、2012年11月号）